# Melanocercops elaphopa
Melanocercops elaphopa är en fjärilsart som först beskrevs av Edward Meyrick 1914.  Melanocercops elaphopa ingår i släktet Melanocercops och familjen styltmalar.
Artens utbredningsområde är Nepal. Inga underarter finns listade i Catalogue of Life.